# Padarn Beisrudd
Padarn Beisrudd ap Tegid – władca Votadini w północnej Brytanii pod koniec IV wieku n.e. W źródłach występuje także pod dwoma innymi nazwami - Paternus lub Padarn Pesrut, co znaczy "Paternus w Czerwonym Płaszczu". Przydomek ten sugeruje, iż mógł on zajmować znaczną pozycję w miejscowym - rzymskim - aparacie państwowym. Jego "królestwo" miało swą siedzibę w Marchidun (ob. Roxburgh Castle), i zostało najprawdopodobniej utworzone przez Magnusa Maksymusa - rzymskiego generała, który w ten sposób chciał umocnić rzymską granicę w Brytanii.
Sądzi się, że urodził się na początku IV stulecia naszej ery, w północnej części Brytanii rzymskiej. Syn Tegid'a ap logo. Wedle staro-walijskich tradycji jego późniejszy wnuk, Cunned, pochodził z terenów odpowiadających dzisiejszemu hrabstwu Clackmannanshire w Szkocji.
Wedle jednych przekazów historycznych był bryto-romańskim urzędnikiem wojskowym wysoko postawionym w strukturach lokalnych wojsk z ludu Votadini podporządkowanego Rzymowi, stacjonujących w regionie Clackmannanshire, znajdujących się pod wodzą Magnusa Maksymusa w końcówce czwartego wieku naszej ery. Inne źródła podają, że był dowódcą piechoty stacjonującej w tym regionie, który zyskał specjalne godności od cesarstwa. Wówczas powierzono mu rolę chronienia granic rzymskiego imperium. Jego dowództwo na terenach dzisiejszej Szkocji trwało do chwili jego śmierci. Następnie dowództwo to zostało przejęte przez jego syna Ederna. Syn Ederna, Cunedda, zapisał się na kartach historii jako założyciel Królestwa Gwynedd.
Płaszcz, który nosił Padarn, jest zaliczany do jednego z trzynastu skarbów korony brytyjskiej. Wedle legend płaszcz miał pasować tylko na perfekcyjne dobrze zbudowanego szlachcica. Księga Żywot świętego Padarna mylnie utożsamia go ze świętym Padarnem. W hagiografii tej zawarta jest historia jakoby król Artur próbował ukraść legendarny płaszcz, po czym został chrześcijaninem.

## Obecność w kulturze masowej
Legendarny płaszcz Padarna występuje jako przedmiot w grze Total War: Attila. Płaszcz  jest również  przedmiotem w Assassin’s Creed Valhalla.